# Glō
Glō – drugi album zespołu Hungry Lucy wydany w 2003 we własnej wytwórni Hungry Lucy Music.

## Lista utworów

### CD 1
1. Could it Be? (4:09)
2. Her Song (4:03)
3. Into Pieces (4:23)
4. Telltale Shot (5:00)
5. Stay (4:31)
6. Rebirth (4:35)
7. Fearful (3:26)
8. Storm (4:58)
9. Last October (4:22)
10. Open Window (4:36)
11. In the Circle (3:56)
12. Glō (5:49)

### CD 2
1. Her Song [trigger10d mix] (6:47)
2. Fearful [aiboforcen mix] (4:34)
3. In the Circle [Neikka RPM mix] (3:44)
4. Stay [glitch mix] (5:21)
5. Telltale Shot [thoushaltnot mix] (3:55)
6. Open Window [chandeen mix] (4:42)
7. Could it Be? [dreamside mix] (3:45)
8. Her Song [synthpop radio mix] (4:44)
9. In the Circle [kew mix] (5:10)
10. Stay [bloodWIRE mix] (8:07)